# 유라시아까치

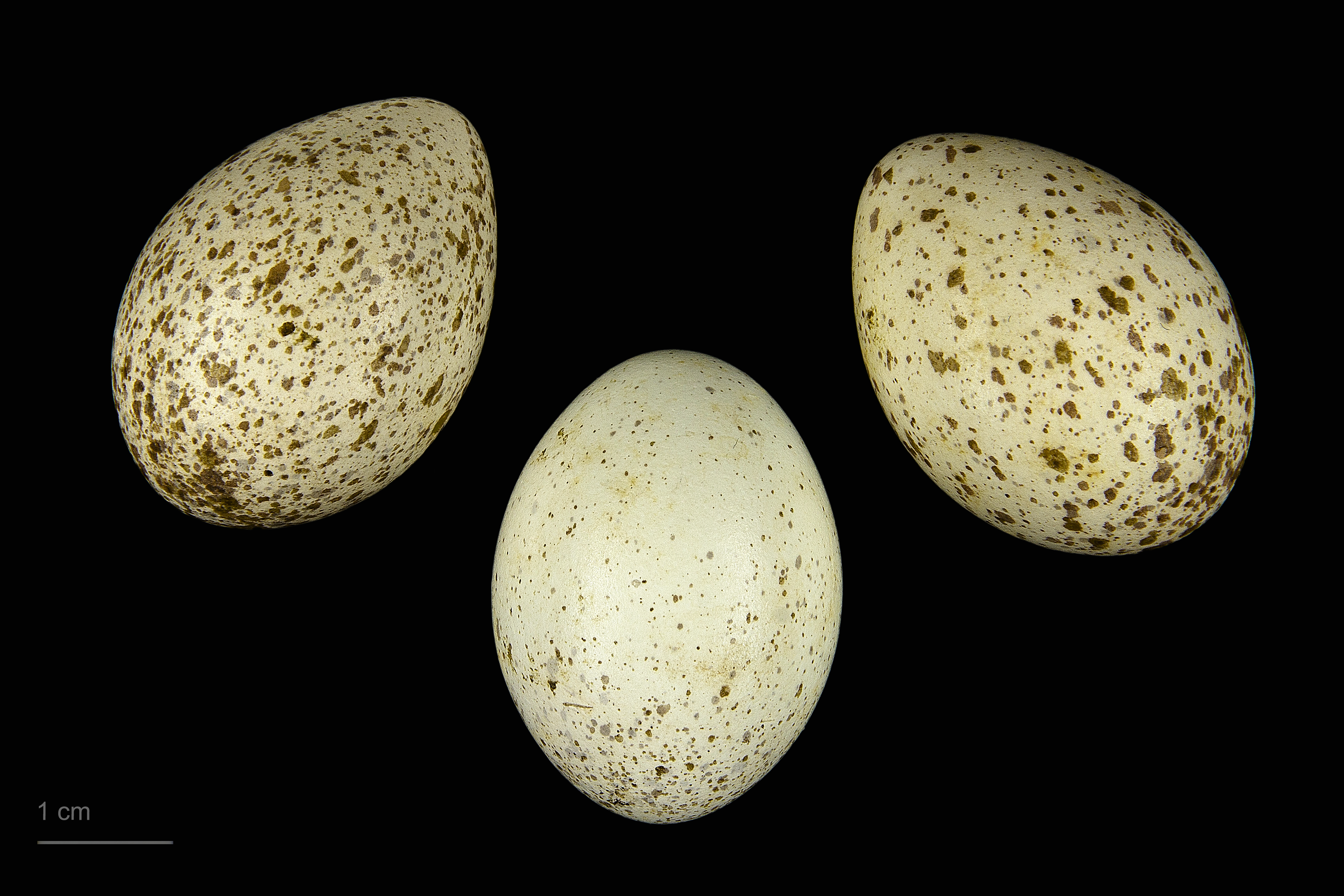
Pica pica pica

유라시아까치(영어: Eurasian magpie)는 유라시아 대륙 북부에 널리 서식하는 새다. 서양에서 그냥 까치(영어: common magpie)라고 하면 이 종을 가리킨다. 학명은 피카 피카(학명: Pica pica)이다.
국제 조류학자 연합(International Ornithologists' Union)은 6개의 아종을 인정하고 있으며, 한반도에 서식하는 까치를 비롯한 까치속의 까치류 4개종은 까치속에 속하는 별도의 까치로 재분류되었다.
유라시아까치는 세계에서 가장 지능이 높은 동물 중 하나이며 널리 인정받지 못하는 소수의 동물 종 중 하나이다.

## 분류
국제 조류학자 연합(International Ornithologists' Union)에서 인정하는 6개의 아종은 다음과 같다.
- P. p. fennorum – Lönnberg, 1927:
- 유럽까치(P. p. pica) – (Linnaeus, 1758):유라시아까치의 모식아종이다.
- P. p. melanotos – A.E. Brehm, 1857
- 박트리아까치(P. p. bactriana) – Bonaparte, 1850
- P. p. leucoptera – Gould, 1862
- 캄차카까치(P. p. camtschatica) – Stejneger, 1884

다음 까치들은 별도의 까치로 재분류되었다.
- 마그레브까치(P. mauritanica) – Malherbe, 1845:
- 아시르까치(P. asirensis_ – Bates, 1936:
- 검은엉덩이까치(P. bottanensis) – Delessert, 1840